# Alina Dumitruová
Alina Alexandra Dumitru, (* 30. srpna 1982 Ploiești, Rumunsko) je bývalá reprezentantka Rumunska v judu. V roce 2008 se stala olympijskou vítězkou.

## Sportovní kariéra

### Úspěchy
- zlatá a stříbrná olympijská medaile
- 8 titulů mistryně Evropy (dělený rekord s Rakušankou Hrovatovou)

### Zajímavosti
- postoj: levačka
- tokui-waza: aši-waza
- styl: fyzický

Její největší předností byla kombinace rychlosti a síly. V boji zblízka ji málokterá soupeřka dokázala přetlačit. S judem začala ve 12 letech a v evropskou suverénku se vypracovala postupně. Na vrcholu sil byla v roce 2008, kdy se stala olympijskou vítězkou. V semifinále porazila na menší počet napomínaní největší osobnost superlehké váhy Japonku Tani. Ve své sportovní kariéře však musela oželet titul mistryně světa, který jí japonské soupeřky nedopřály. K rozhodnutí ukončit sportovní kariéru dospěla před olympijskou sezonou 2012. Trápily ji časté noční úzkosti spojené s insomnií. Sezona 2012 měla být její poslední. Rozloučila se důstojně ziskem stříbrné olympijské medaile.

### Rivalky
- Japonky
  - Rjóko Taniová
  - Tomoko Fukumiová
  - Haruna Asamiová
- Frédérique Jossinetová
- Éva Csernoviczkiová
- Charline Van Snicková

## Výsledky
| Turnaj             | 1998            | 1999            | 2000            | 2001            | 2002            | 2003            | 2004            | 2005            | 2006            | 2007            | 2008            | 2009            | 2010            | 2011            | 2012            |                 |                 |
| Turnaj             | 16              | 17              | 18              | 19              | 20              | 21              | 22              | 23              | 24              | 25              | 26              | 27              | 28              | 29              | 30              |                 |                 |
| Turnaj             | superlehká váha | superlehká váha | superlehká váha | superlehká váha | superlehká váha | superlehká váha | superlehká váha | superlehká váha | superlehká váha | superlehká váha | superlehká váha | superlehká váha | superlehká váha | superlehká váha | superlehká váha | superlehká váha | superlehká váha |
| ------------------ | --------------- | --------------- | --------------- | --------------- | --------------- | --------------- | --------------- | --------------- | --------------- | --------------- | --------------- | --------------- | --------------- | --------------- | --------------- | --------------- | --------------- |
| Olympijské hry     |                 |                 | —               |                 |                 |                 | 5.              |                 |                 |                 | 1.              |                 |                 |                 | 2.              |                 |                 |
| Mistrovství světa  |                 | —               |                 | úč.             |                 | 7.              |                 | 3.              |                 | 3.              |                 | 5.              | 3.              | 7.              |                 |                 |                 |
| Mistrovství Evropy | —               | —               | —               | —               | 3.              | 7.              | 1.              | 1.              | 1.              | 1.              | 1.              | 3.              | 1.              | 1.              | 1.              |                 |                 |
| MS juniorů         | —               |                 | 1.              |                 |                 |                 |                 |                 |                 |                 |                 |                 |                 |                 |                 |                 |                 |
| ME juniorů         | úč.             | úč.             | úč.             | 2.              |                 |                 |                 |                 |                 |                 |                 |                 |                 |                 |                 |                 |                 |

## Podrobnější výsledky

### Olympijské hry
| Rok      | Kategorie       |  | 1/32      | 1/16                                | čtvrtfinále                           | semifinále                       | o bronz                    | finále                            |
| -------- | --------------- |  | --------- | ----------------------------------- | ------------------------------------- | -------------------------------- | -------------------------- | --------------------------------- |
| LOH 2004 | superlehká váha |  | volný los | výhra - 1:33/uma Tatjana Šišikinová | výhra - 0:35/ush Anna Żemła-Krajewská | prohra - wip Rjóko Taniová       | prohra - 3:10/stg Kao Feng | -                                 |
| LOH 2008 | superlehká váha |  | volný los | výhra - waz/mga Éva Csernoviczkiová | výhra - 0:35/ush Kim Jong-nan         | výhra - waz/shi Rjóko Taniová    | -                          | výhra - 1:20/osg Yanet Bermoyová  |
| LOH 2012 | superlehká váha |  | volný los | výhra - 1:13/H Dayaris Mestreová    | výhra - gs/oug Mönchbatyn Uranceceg   | výhra - waz/sta Tomoko Fukumiová | -                          | prohra - waz/son Sarah Menezesová |

### Mistrovství světa
| Rok     | Kategorie       |  | 1/64                            | 1/32                                  | 1/16                           | čtvrtfinále                  | semifinále              | opravy                | opravy                     | opravy                        | o bronz                       |
| ------- | --------------- |  | ------------------------------- | ------------------------------------- | ------------------------------ | ---------------------------- | ----------------------- | --------------------- | -------------------------- | ----------------------------- | ----------------------------- |
| MS 2001 | superlehká váha |  | x                               | prohra Danieska Carriónová            | -                              | -                            | -                       | -                     | -                          | -                             | -                             |
| MS 2003 | superlehká váha |  | volný los                       | výhra Je Ku-im                        | prohra Rjóko Tamuraová         | -                            | -                       | výhra Aruna Gundalová | výhra Ljudmila Lusnikovová | prohra Neşe Şensoyová         | -                             |
| MS 2005 | superlehká váha |  | x                               | výhra Analy Rodríguezová              | výhra Isabel Latulippeová      | prohra Soraja Hadad          | -                       | -                     | výhra Éva Csernoviczkiová  | výhra Kajo Kitadaová          | výhra Pak Ok-song             |
| MS 2007 | superlehká váha |  | výhra Antonieta Galleguillosová | výhra Marthine Randriamalalaniainaová | výhra Ljudmila Bogdanovová     | výhra Éva Csernoviczkiová    | prohra Rjóko Taniová    | -                     | -                          | -                             | výhra Kim Jong-nan            |
| MS 2009 | superehká váha  |  | x                               | výhra Lolita Dagherová                | výhra Éva Csernoviczkiová      | výhra Sarah Menezesová       | prohra Tomoko Fukumiová | -                     | -                          | -                             | prohra Frédérique Jossinetová |
| MS 2010 | superlehká váha |  | volný los                       | výhra Valentina Moscattová            | výhra Bat-Erdenegín Baldžinňam | výhra Frédérique Jossinetová | prohra Haruna Asamiová  | -                     | -                          | -                             | výhra Čong Čong-jon           |
| MS 2011 | superlehká váha |  | výhra Madina Babakuljevová      | výhra Mönchbatyn Uranceceg            | výhra Ana Hormigová            | prohra Charline Van Snicková | -                       | -                     | -                          | prohra Frédérique Jossinetová | -                             |

### Mistrovství Evropy
| Rok     | Kategorie       |  | 1/32                       | 1/16                      | čtvrtfinále                 | semifinále                 | opravy                     | opravy                      | o bronz                | finále                       |
| ------- | --------------- |  | -------------------------- | ------------------------- | --------------------------- | -------------------------- | -------------------------- | --------------------------- | ---------------------- | ---------------------------- |
| ME 2002 | pololehká váha  |  | volný los                  | výhra Svetlana Kržićová   | prohra Ana Carrascosaová    | -                          | výhra Kristine Najarjanová | výhra Tetjana Lusnikovová   | výhra Ilse Heylenová   | -                            |
| ME 2003 | superlehká váha |  | volný los                  | výhra Vanesa Arenasová    | prohra Giuseppina Macriová  | -                          | výhra Claire Lynchová      | prohra Ljudmila Lusnikovová | -                      | -                            |
| ME 2004 | superlehká váha |  | výhra Anna Żemła-Krajewská | výhra Taťjana Simantovová | výhra Giuseppina Macriová   | výhra Taťjana Bobalovová   | -                          | -                           | -                      | výhra Taťjana Mosvinovová    |
| ME 2005 | superlehká váha |  | x                          | výhra Kinga Kubická       | výhra Maria Karajanopuluová | výhra Neşe Şensoyová       | -                          | -                           | -                      | výhra Frédérique Jossinetová |
| ME 2006 | superlehká váha |  | volný los                  | výhra Vanesa Arenasová    | výhra Leen Domová           | výhra Natalija Samojlovová | -                          | -                           | -                      | výhra Neşe Şensoyová         |
| ME 2007 | superlehká váha |  | volný los                  | výhra Irina Erhanová      | výhra Ana Hormigová         | výhra Vanesa Arenasová     | -                          | -                           | -                      | výhra Valentina Moscattová   |
| ME 2008 | superlehká váha |  | x                          | volný los                 | výhra Volha Leščanková      | výhra Ljudmila Bogdanovová | -                          | -                           | -                      | výhra Frédérique Jossinetová |
| ME 2009 | superlehká váha |  | x                          | výhra Leandra Freitasová  | výhra Kübra Tekneciová      | prohra Éva Csernoviczkiová | -                          | -                           | výhra Volha Leščanková | -                            |
| ME 2010 | superlehká váha |  | volný los                  | výhra Lisa Kearneyová     | výhra Charline Van Snicková | výhra Oiana Blancová       | -                          | -                           | -                      | výhra Éva Csernoviczkiová    |
| ME 2011 | superlehká váha |  | volný los                  | výhra Maryna Čerňaková    | výhra Ljudmila Bogdanovová  | výhra Laëtitia Payetová    | -                          | -                           | -                      | výhra Éva Csernoviczkiová    |
| ME 2012 | superlehká váha |  | výhra Maryna Krotová       | výhra Lisa Kearneyová     | výhra Ljudmila Bogdanovová  | výhra Laëtitia Payetová    | -                          | -                           | -                      | výhra Charline Van Snicková  |